# Gildardo di Rouen
San Gildardo di Rouen, o anche Godardo (in lingua francese: Saint Gildard o anche Saint Godard) (Salency, 448 circa – Rouen, 514 o 525), è stato un arcivescovo franco.

## Biografia
Nacque da nobile famiglia: il padre, Nectar o Nectardus, fu uno dei nobili Franchi che conquistarono la Gallia con Childerico I e che ivi conobbe e sposò la madre Protagia, appartenente ad una nobile famiglia gallo-romana e convertitasi al cristianesimo per sposarlo. Fu quindi fratello di San Medardo.
Egli fu il primo franco ad occupare la sede episcopale di Rouen..
Egli, insieme a san Remigio, riuscì a convertire il merovingio Clodoveo I, re dei Franchi, alla religione cristiana, con l'aiuto della sposa di quest'ultimo, Clotilde, ed assistette al suo battesimo il 25 dicembre 496, nella Cattedrale di Reims.
Nel 511 partecipò al Concilio d'Orléans.
Se è vero che consacrò vescovo san Laudo di Coutances, visse almeno fino al 520.
Secondo la tradizione, il suo corpo venne inumato nella chiesa a lui dedicata a Rouen. Secondo Farin, la sua salma vi rimase fino all'841, quando venne traslata presso la chiesa abbaziale di San Medardo a Soissons, vicino a quella del fratello.
Fu in quell'abbazia che venne redatta la Vita Gildardi, ricalcata sulla Vita Medardi, attribuite a Fortunato.
Nel 1090 Odone, abate di San Medardo, fece dono di un braccio di san Gildardo all'Abbazia di san Audoeno di Rouen.
Fu patrono della città di Rouen fino alla morte di san Romano di Rouen.